# John Foxe
John Foxe (født 1517, død 8. april 1587) var en engelsk protestantisk martyrolog. Han er specielt kendt for bogen "Foxe's Book of Martyrs".